# Veliki himan Atonu
Veliki himan Atonu naziv je za hvalospjev koji je napisao faraon Eknaton ili netko od njegovih dvorjana u čast bogu Atonu.
U trećoj godini vladavine Eknaton je započeo vjersku reformu te je proglasio jedno božanstvo za cijeli Egipat i dao mu ime Aton.
Svoj nauk o bogu Atonu izložio u je velikom himnu. Tekst je pronađen na zidu u grobnici Aja. U mjesnim sukobima oko 1890. godine i arapskim pljačkaškim pohodima na faraonske grobnice tekst je bio uništen. Kako je pronađeno pet inačica teksta tekst je ipak sačuvan u kopiji koju je ranije restaurirao Urbain Bouriant.

### Članci
- Odobašić, Božo. 2007. Himan Atonu. Amenofisa IV./Ehnaton (1353.-1336. pr. Kr.). Vrhbosnensia. Univerzitet u Sarajevu – Katolički bogoslovni fakultet. Sarajevo. 11 (1): 109–130